# Svartmangatan
Denna artikel handlar om Svartmangatan i Stockholm. Svartmangatan är även en gata i stadsdelen Fjärdingen i Uppsala.

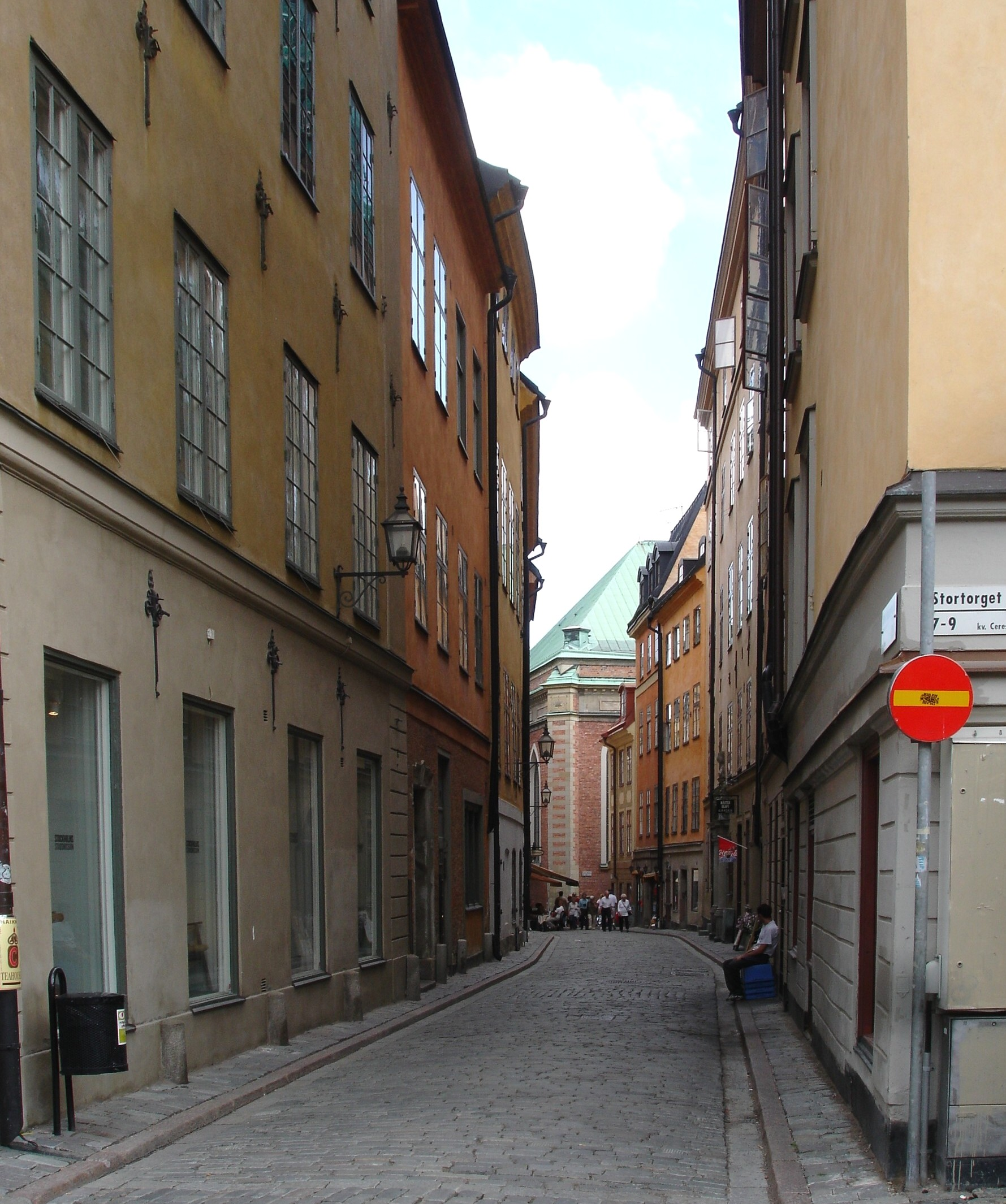
Svartmangatan sedd från Stortorget.

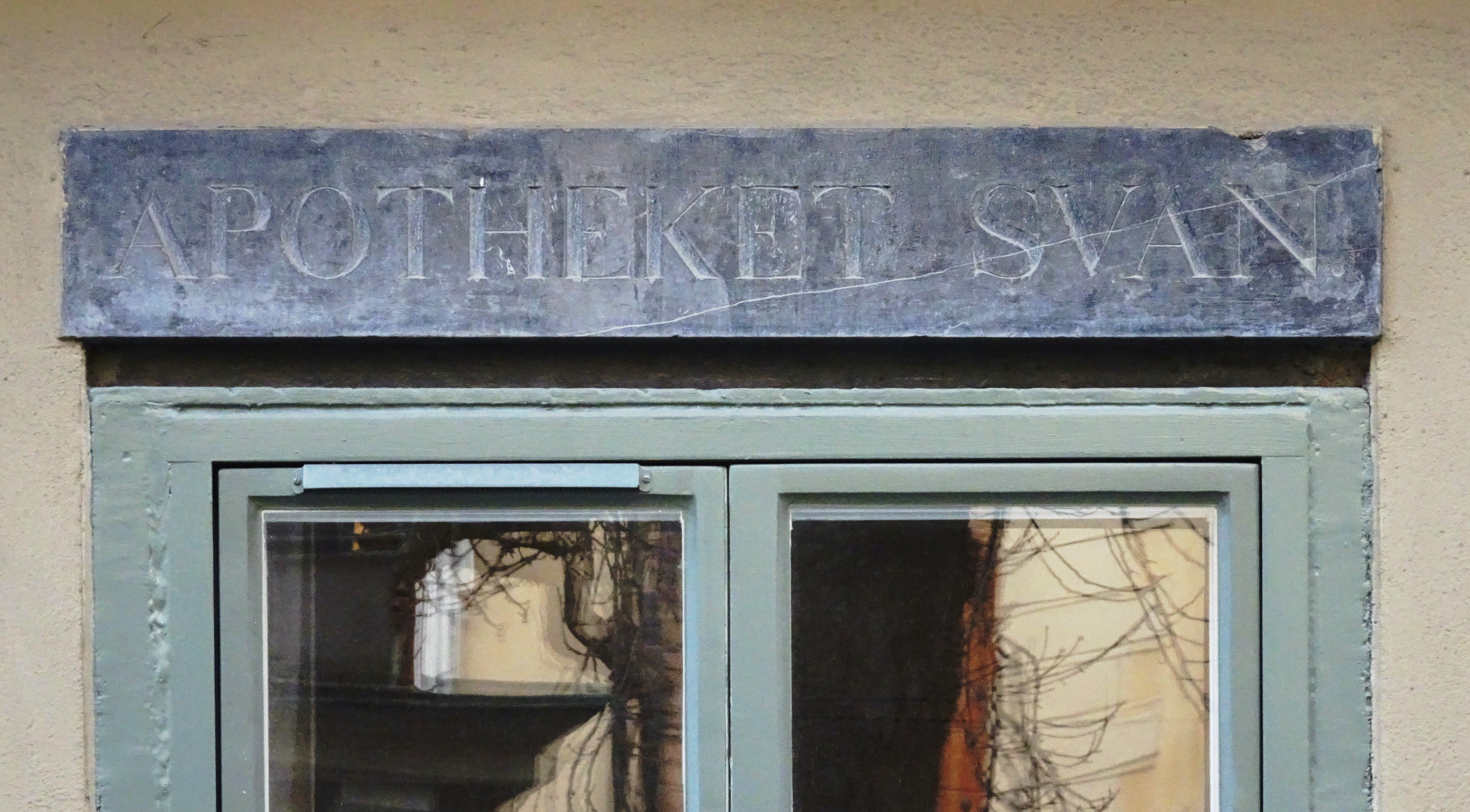
Apoteket Svanens skylt vid Svartmangatan 18 finns fortfarande kvar.

Svartmangatan i Gamla stan i Stockholm är en av stadens äldsta gator. Den var från början en av de huvudgator som utgick från Stortorget; de andra var Köpmangatan och Skomakargatan.

## Historik
Första gången som Svartmangatan omtalas är år 1437, gatan som man gaar aff stora torghit til suartbrödhra. På 1400-talet förekommer både Svartbrödragatan och Svartmunkegatan. Det anmärkningsvärda är att under 1600-talet ändrades förleden Svartbrödra- och Svartmunke- genom Svartman-. Det finns inget belägg för att dominikanerna, svartbröderna även kallats svartmän. Det troligaste är att namnet Svartbrödra/Svartmunkegatan påverkats av Köpmangatan och ombildats i motsvarighet med detta.

## Byggnader och verksamheter (urval)
- Svartmangatan 6 är Mäster Olofsgården, Gamla Stans hemgård som skapades 1931 på initiativ av prästen Gabriel Grefberg. Huset ägdes på 1400-talet av Sten Sture den äldre. Johan III skänkte huset till Pontus de la Gardie 1576. År 1620 byggdes det om och på 1800-talet skedde ytterligare två ombyggnader.
- Svartmangatan 9 köptes av Kungliga Nummerlotteriet 1799. År 1841 flyttade Sundhetskollegium in och var kvar till 1877, då de fick namnet Medicinalstyrelsen. Fasaden är en typisk 1800-talsfasad och döljer egentligen tre stycken hus.
- På Svartmangatan 11–13 bildades Metallarbetarförbundet 1888.
- Svartmangatan 12 såldes 19 september 1597 efter Dankvart Stywers död till Melcher Volgers änka Gunhild Pedersdotter. Hon sålde denna 1599 mot ett byte med Svartmangatan 4 och fick 400 daler i mellanskillnad.
- Svartmangatan 17 är i rokokostil och har rundade hörn. Det byggdes 1768 åt Tyska kyrkan. J.A Dimling var arkitekt.
- Svartmangatan 18, på 1780-talet flyttades Apoteket Svanen från Tyska brunnsplan hit, apotekets skylt finns fortfarande kvar.
- Svartmangatan 20–22, kallat Ehrenstrahlska huset efter David Klöcker Ehrenstrahl som bodde här på 1600-talet, tillhör idag Storkyrkoskolan. På 1770-talet ägdes huset av Peter Hinrich Fuhrmann som här drev den efter honom uppkallade Fuhrmannska källaren. Fastigheten inrymmer även Estniska skolan och Storkyrkobadet.
- Svartmangatan 24 är byggt 1627.
- Svartmangatan 27 har anor från 1300-talet men nuvarande fasad är från 1850. Här bodde Jacob Bagge som Baggensgatan fått sitt namn av.